# Irene Pregler-Grundeler
Irene Pregler-Grundeler, geb. Pregler-Grundeler von Grünbach (* 21. Februar 1868 in Wadowice; † 26. September 1945 in Graz), war eine österreichische Malerin.

## Leben
Irene Pregler-Grundeler war eine Tochter des k. u. k. Majors Emil Pregler-Grundeler von Grünbach († 1905) und dessen Ehefrau Kasimira, geb. von Dunin († 1920). In Galizien geboren, zog sie 1884 mit ihrer Familie nach Graz. Dort studierte sie an der Landeszeichnungsakademie bei Hermann von Königsbrunn und Antonín Anděl. Weiters absolvierte sie ein Studium an der Damenakademie München, wo Angelo Jank, Christian Landenberger, Max Feldbauer und Hermann Groeber zu ihren Lehrern zählten. Danach kehrte sie nach Graz zurück und wirkte dort als Malerin und Pianistin.
Ab 1909 gehörte Pregler-Grundeler der Vereinigung bzw. Genossenschaft bildender Künstler Steiermarks an, deren Ausstellungen sie von 1907 bis 1937 regelmäßig beschickte. Sie stellte auch 1921 im Wiener Künstlerhaus aus und beteiligte sich mehrfach an der Steirischen Kunstschau in Graz.
Irene Pregler-Grundeler starb 1945 nach kurzer Krankheit im Alter von 77 Jahren in Graz. Das Grab ihrer Familie befindet sich auf dem Friedhof St. Leonhard.

## Werk

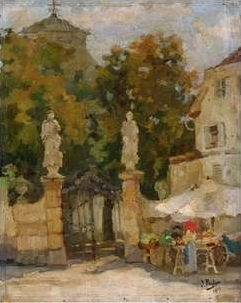
Kirchhoftor der Leonardkirche in Graz

Irene Pregler-Grundeler malte vor allem Landschaften und Genrebilder mit stimmungshafter, intimer Atmosphäre. Auch Bildnisse gehören zu ihrem Gesamtwerk. Charakteristisch für ihren Malstil sind rhythmisch gerichtete Farbflecken, welche zu einer gewissen Unschärfe führen, wobei das Bildobjekt jedoch erkennbar bleibt. Nur wenige ihre Werke sind noch bekannt, zwei Ölgemälde befinden sich in der Sammlung der Neuen Galerie Graz.
Werke (Auswahl)
- Kirchhoftor der Leonardkirche in Graz, 1910, Öl auf Leinwand, 52 × 43 cm, Sammlung der Stadt Graz/Kulturamt
- Apfelschälerin, 1914 Jahresausstellung im Künstlerhaus Salzburg[4]
- Dachauer Bäuerin, ca. 1920, Öl auf Leinwand, 41,5 × 29,5 cm, Neue Galerie Graz
- Mädchen vor Stellage mit Pelargonien, 1920, Öl auf Leinwand, 81,5 × 54,5 cm, Neue Galerie Graz
- Im Freilicht, Mädchenkopf, 1921 Ausstellung im Wiener Künstlerhaus[5]
- Rosenstrauch, 1924 Jubiläumsausstellung steirischer Künstler in Graz[6]
- Dahlien, Öl, 1929 Jahresausstellung der Genossenschaft bildender Künstler Steiermarks im Landesmuseum[7]

## Ausstellungen (Auswahl)
- 1907–1910, 1912/1913, 1916, 1920/1921, 1924–1928, 1930–1935, 1937: Vereinigung Bildender Künstler Steiermarks
- 1921: Künstlerhaus Wien
- 1921: Steirische Kunstschau, Landesmuseum Joanneum, Graz
- 1925: Steirische Kunstschau, Grazer Herbstmesse
- 1928: Steirische Jubiläumskunstschau, Industriehalle, Graz
- 2020: Ladies First! Künstlerinnen in und aus der Steiermark 1850–1950, Joanneum, Neue Galerie Graz